# Vaccinium oblongifolium
Vaccinium oblongifolium là một loài thực vật có hoa trong họ Thạch nam. Loài này được (Michx.) hort. ex Dun miêu tả khoa học đầu tiên năm 1839.